# Hohenbergia membranostrobilus
Hohenbergia membranostrobilus är en gräsväxtart som beskrevs av Carl Christian Mez. Hohenbergia membranostrobilus ingår i släktet Hohenbergia och familjen Bromeliaceae. Inga underarter finns listade i Catalogue of Life.